# ساهاک کاراپتیان
ساهاک کاراپتیان (ارمنی: Սահակ Կարապետյան؛ ۲۹ مهٔ ۱۹۰۶ – ۱۹۸۷) یک فیزیولوژیست و سیاست‌مدار اهل ارمنستان که بین سال‌های ۱۹۴۷ تا ۱۹۵۲ میلادی سمت «ریاست شورای وزیران (نخست‌وزیر) جمهوری سوسیالیستی ارمنستان شوروی» بر عهده داشت. وی عضو فرهنگستان ملی علوم ارمنستان و شورای عالی اتحاد شوروی بود.
وی عضو فرهنگستان ملی علوم ارمنستان و شورای عالی اتحاد شوروی بود. وی در آرامستان مرکزی ایروان (توخماخ) به خاک سپرده شد.

## نگارخانه

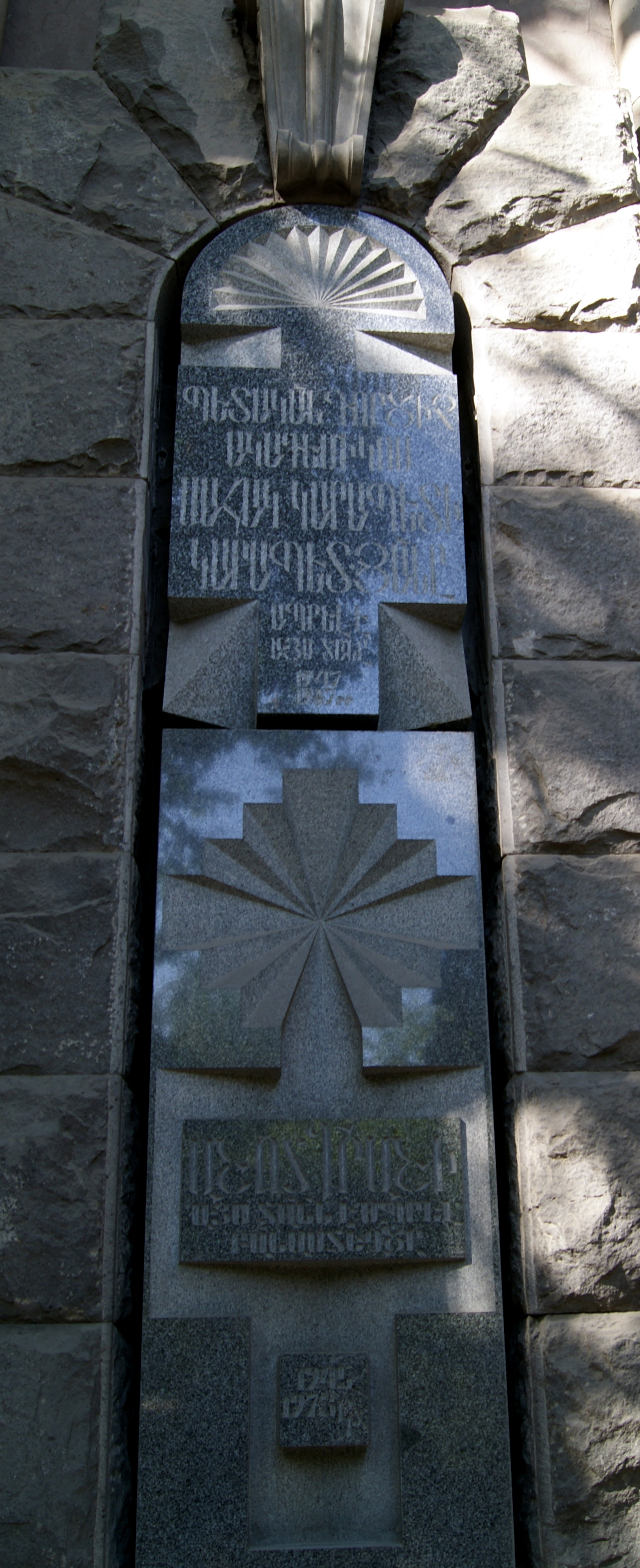

## افتخارات
- نشان پرچم سرخ کار
- نشان جنگ میهنی (درجه یک)
- نشان دوستی خلق

## یادداشت
1. ↑  ԽՍՀՄ գերագույն խորհրդի պատգամավոր
2. ↑  կենսաբանական գիտությունների դոկտոր
3. ↑  Երևանի թռչնաբուծական ֆաբրիկա
4. ↑  Լևոն Օրբելու անվան ֆիզիոլոգիայի ինստիտուտ